# Harold Dow Bugbee
Harold Dow Bugbee (15 août 1900 – 27 mars 1963) est un artiste américain représentant du style western. Il fut peintre, illustrateur et conservateur du Panhandle-Plains Historical Museum à Canyon (Texas). Il représenta surtout des scènes de vie des Grandes Plaines.